# Неаполітанська музична школа

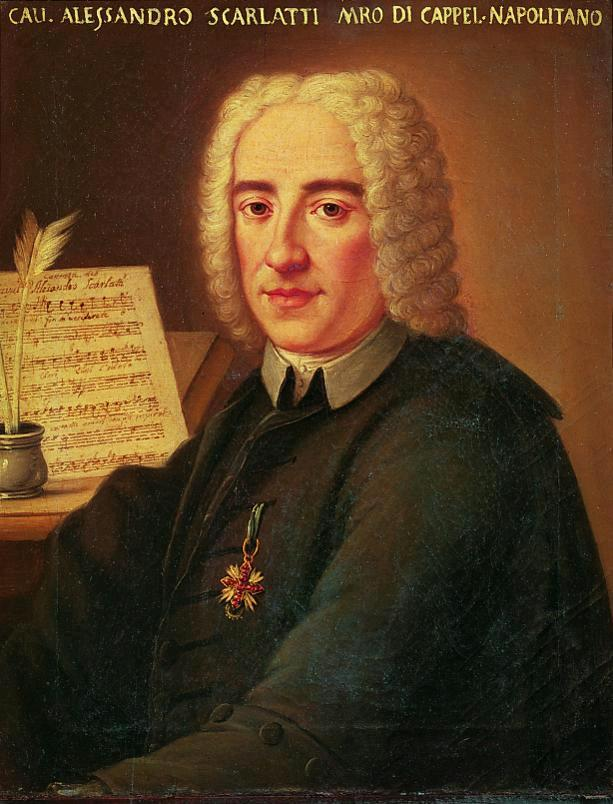
Алессандро Скарлатті

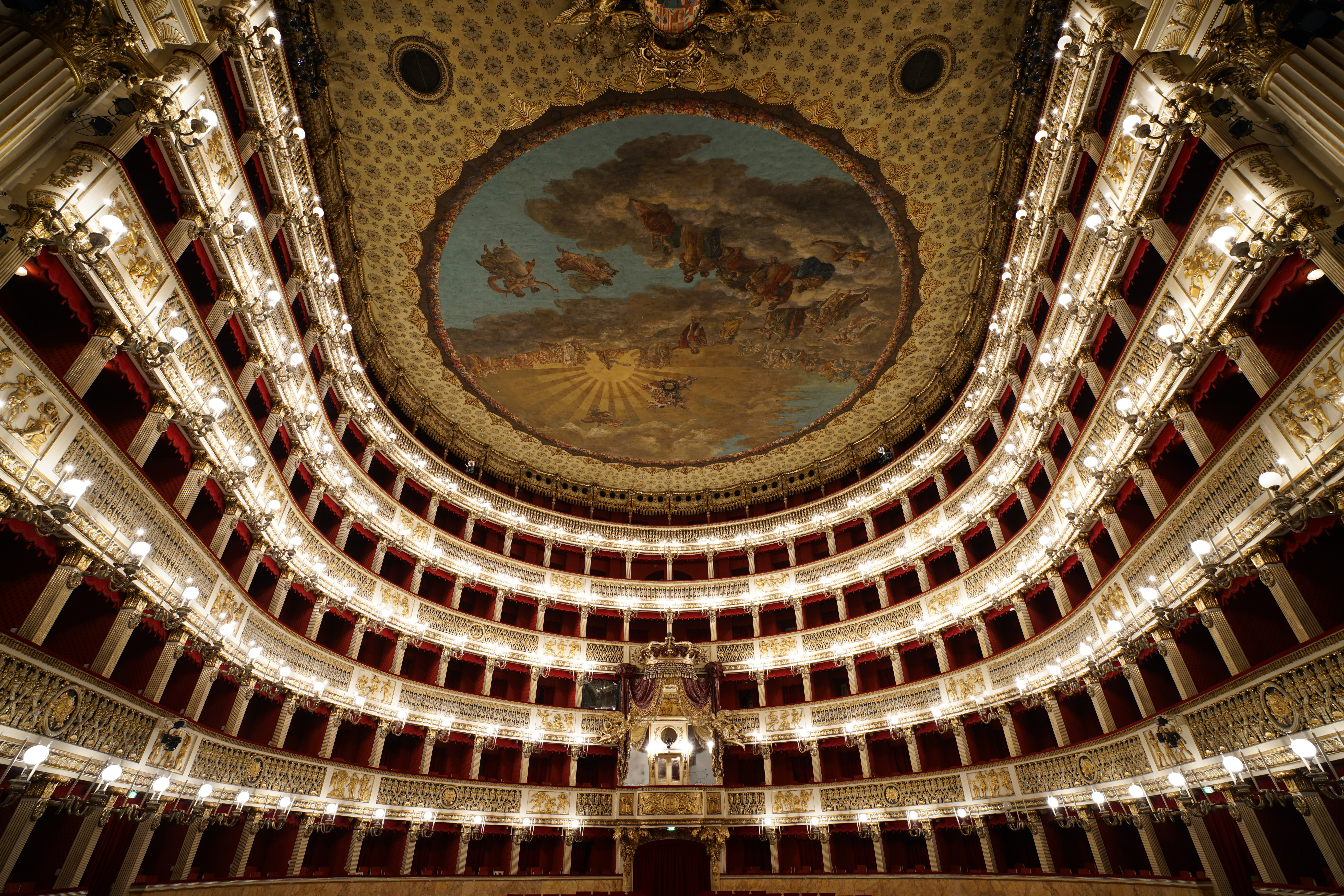
Оперний театр Сан-Карло, Неаполь, Італія

Неаполітанська школа — європейські композитори XVII–XVIII століть, які працювали в Неаполі переважно в жанрі опери. Засновником школи вважається Алессандро Скарлатті (1660—1725), а передтечею нового стилю — Франческо Провенцале (1627—1704).
Стиль неаполітанської школи відрізняється від венеціанської, віденської та флорентійської шкіл красою мелодії. Центральну роль в творах неаполітанської школи грає голос, а інструментування і драматургія займають другорядне становище. Це на деякий час зробило Неаполь центром італійської опери, проте незабаром наступила реакція на шаблонний характер творів, що складалися в основному з речитативів і арій, що реалізувалася в появі пародійної опери-буфа.
Видатними представниками неаполітанської школи були Франческо Дуранте, Леонардо Лео, Франческо Фео, Нікола Порпора, Леонардо Вінчі, Нікколо Йоммеллі, Йоган Адольф Гассе, Томмазо Траетта, Джованні Баттіста Перголезі, Доменіко Чімароза, Джованні Паїзієлло.
По важливості впливу неаполітанську школу зазвичай ставлять поміж римською та венеційською.